# Марк II
Марк II Александрийский (греч. Ευμένης της Αλεξάνδρειας; I век — 28 августа 153) — епископ (Патриарх) Александрийский, занимавший пост на протяжении 10 лет с 143 по 153 года.

## Биография
Известен только по кратким упоминаниям в древних церковно-исторических трудах и хрониках. Евсевий Памфил в «Церковной истории» упоминает Марка II как преемника епископа Евмения и сообщает, что Марк был епископом на протяжении 10 лет. В латинском переводе «Хроники» Евсевия также говорится о 10 годах епископства Марка II. В армянском переводе «Хроники» Евсевия упоминание о Марке II отсутствует.
Евсевий также называет Марка II 7-м епископом Александрии, поскольку не включает в перечень епископов апостола Марка. У более поздних византийских и арабо-христианских хронистов Марк II назван Маркианом и считается 8-м епископом Александрии. Согласно Георгию Синкеллу, епископство Марка II длилось 10 лет. Также Георгий считает Марка II 7-м епископом Александрии.
Марк II Александрийский скончался в 153 году в Александрии.